# Louis Pregler
Louis Pregler, rodným jménem Ludvík Pregler (27. října 1854 Praha – 4. dubna 1896 Chicago) byl česko-americký obchodník a podnikatel žijící v Chicagu, který byl v letech 1872 až 1877 příslušníkem Armáda Spojených států amerických, v jejíž řadách se zúčastnil tzv. Indiánských válek proti americkým domorodým kmenům. Po pěti letech služby armádu opustil, své zážitky posléze literárně zpracoval v česky psaných amerických periodikách. Byl bratrem krajanského činovníka v USA Antonína Preglera. Kvůli nezdarům v podnikání spáchal ve svých 41 letech sebevraždu.

## Život

### Mládí
Narodil se v Praze jako Ludvík Pregler české rodině Preglerových, která se do Prahy téhož roku přestěhovala z Kutné Hory. Chybně se též uvádí jako místo jeho narození Kutná Hora, což je nepravděpodobné, neboť v ani jedné z tehdejších kutnohorských matrik se nevyskytuje jeho jméno. O několik let později se se svými rodiči, bratrem Antonínem a dalšími sourozenci přestěhovali do Spojených států a roku 1865 se usadili v Chicagu, městě s čerstvě se formující silnou českou menšinou. Zde se rodina zapojovala do zdejšího krajanského a spolkového dění, mj. soustředěného okolo zdejšího spolku Slovanská Lípa či pobočky jednoty Sokol. Louis se zde mj. zapojoval jako herec v českém ochotnickém divadle. V USA pak začal používat anglickou podobu svého křestního jména, Louis.

### V armádě
Ve svých 19 letech se s vidinou jistého výdělku a dobrodružství přihlásil do Armády Spojených států. Byl zařazen do vojenské pevnosti Newport ve státě Kentucky, kde absolvoval základní výcvik. Ve zdejších prérijních oblastech byl s vojskem soustředěn mj. pro případ boje s indiánskými válečníky. Po několika měsících byl vyslán jako doprovod trestanců vlakem z Newportu do New Yorku, odkud transport pokračoval parníkem do Savannah, asi tři míle od jejich cílové stanice, trestnice ve Fort Pulaski. V březnu 1873 byl povýšen na seržanta a přeložen z Kentucky do Dubuque v Iowě. Krátce pak ještě od jara 1874 sloužil ve Fort Harker v Kansasu, odkud byl pak se svou setninou přeložen do Cheyenne ve Wyomingu, ležícím na domorodci stále kontrolovaném území, kde se podílel na střežení indiánských rezervací.
Při svém umístění v Cheyenne se Pregler poprvé, dostal do bojového nasazení proti indiánským bojovníkům. První střet prodělal během bojové výpravy 12. a 13. srpna 1874, kde jeho jednotku zachránil od pobití včasný příchod posil. V rámci této výpravy se jednotka dostala až do oblasti Staked Plaines v Texasu, kde podpořila kampaň proti indiánům vedenou generálem Nelsonem A. Milesem. Roku 1875 byl se svou setninou opět přeložen, tentokrát do Fort Leavenworth v Kansasu, opět v indiánských teritoriích. Zde se v březnu 1876 oženil. Již v dubnu po přijetí rozkazu o dalším přesunu setniny do Fort Gibson v Arkansasu, opět na území domorodců, zanechal svou manželku u jejích rodičů v Leavenworthu, posléze ji pak poslal ke svým rodičům do Chicaga.

### Tažení proti indiánům v Montaně

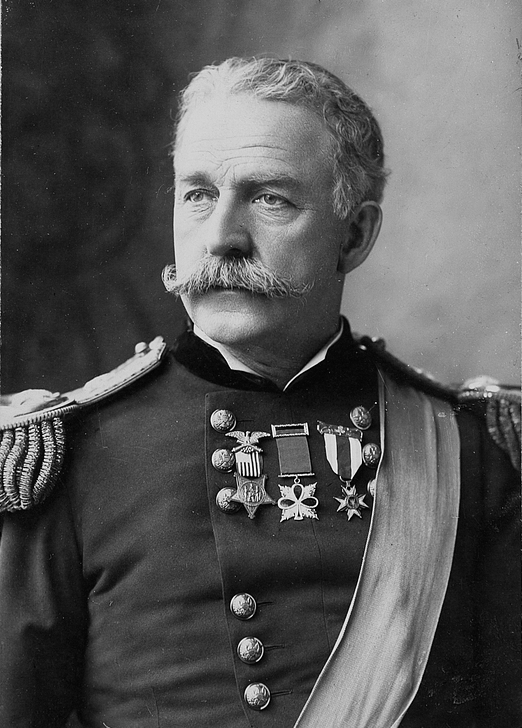
Generál Nelson A. Miles, velitel tažení v Montaně

Z Arkansasu byla Preglerova jednotka odeslána s pluky generála Milese do Montany, kde měla podpořit vojenskou kampaň americké armády, proti které se zde zformovalo značné množství kmenů z okolích oblastí pod vedením siouxkého náčelníka Sedícího Býka. Patrně ráno 26. června 1876 se k nim však donesla zpráva o drtivé porážce a masakru jízdy generála George Armstronga Custera v bitvě u Little Bighornu předešlého dne, včetně smrti samotného generála, asi 30 mil od jejich pozice.
Pergler pak s dalšími Kansaskými spěchali na místo a stali se očitými svědky krveprolití a indiány zohavených mrtvol amerických vojáků. Mrtvolám byly uřezány končetiny, uřezány hlavy, byly skalpovány atd. Padlé pak příchozí pohřbili, důstojníky, včetně Custera, tzv. indiánským způsobem, tedy zašitím těla mrtvého do koňské kůže a následného zavěšení na strom, aby se předešlo tomu, aby prérijní šelmy (vlci, kojoti) ostatky zemřelých vyhrabaly a sežraly.
Účastnil se pak pokračující vojenské kampaně v oblastech severních amerických států. Opakovaně přitom došlo k neúspěšným pokusům o vyjednávání o smíru. 3. prosince 1876 byl povýšen na poručíka a absolvoval signalistický kurz. V lednu se jeho setnina účastnila mj. srážek s bojovníky náčelníků Sedícího Býka a Šíleného koně. Pergler zde rovněž údajně asistoval se stíháním zločinců, např. překupníkům zbraní domorodcům či zlodějům koní. Okolo 3. května byl účasten bitvy s indiány, při které byl pobil, vypálen a rozehnán tábor domorodců vedených náčelníky Little Elkem, Lame Deerem a White Antelopem, při kterém zahynulo také mnoho indiánských mužů a žen. Posléze dosáhl hodnosti kapitána.

### Odchod z armády
Patrně pod silou těchto zážitků se Pergler rozhodl armádu opustit. 15. července 1877 přijal výzvu generála Milese, který žádal dobrovolníka, kterému zbývá krátká doba do konce služby, k doručení dokumentů do Camp Cantonment, čímž si vyslouží propustění. Po celodenní jízdě předal dokumenty na místě určení a byl zde oficiálně zbaven služby v Armádě Spojených států. Vrátil se zpět do Chicaga, kde pak s rodinou žil na adrese 1701 Hoffman Avenue a nadále se věnoval se podnikání, mj. v rámci firmy Pregler Brothers spolu s bratrem Antonínem.
Své vzpomínky shrnul v rozsáhlém článku v kalednáři Amerikán vydávaným Augustem Geringerem v Chicagu. Rovněž přispíval do dalších českých krajanských periodik.

### Úmrtí
Neúspěch v podnikání vedl Louise Preglera k sebevraždě, kterou spáchal ráno 4. dubna 1896 v Chicagu na otravu po pozření jedu. Pohřben byl na chicagském hřbitově Rosehill Cemetery.

### Rodinný život
Roku 1876 se oženil s Marií Louisou Pregler, rozenou Lucand, společně pak počali celkem pět dospělosti se dožilých dětí.
Jeho bratr Antonín Pregler (21. září 1850 Kutná Hora–?) byl významným činovníkem chicagských krajanských spolků.

### V umění
Volně na motivy Preglerových vzpomínek vzniklo jedno ze dvou děl společného vydání dobrodružných románů pro mládež pod názvem Jsem Sioux! obsahující romány Melodie proti Siouxům (1982) a Amulet Siouxů (1987), které napsal český spisovatel Otto Janka, jejichž hlavními hrdiny jsou právě Louis Pregel a dále Alois Libor Schlesinger (1806–1893), česko-americký osadník v Nebrasce, žijící a hospodařící na domorodých teritoriích.